# CoComelon
A CoComelon egy amerikai YouTube-csatorna, amely a brit Moonbug Entertainment tulajdonában van és az amerikai Treasure Studio tartja fenn. A hagyományos gyermekdalok és saját, eredeti gyermekdalok 3D animációs videóira specializálódott.

## Cselekmény
A CoComelonban gyerekek, felnőttek és állatok szerepelnek, akik a mindennapi élettel lépnek kölcsönhatásba. A dalszövegek mindig a kijelzőn alján jelennek meg, kivéve a Cartoonito csatornán. A Treasure Studio 2020-ban a Netflix, a Roku és a Hulu kínálatában is elérhetővé tette a sorozatot. A vállalat zenei streamingszolgáltatókon keresztül is kiadja a sorozat zenéit. A YouTube-csatornája tartalma önálló zenei videókból, összeállításokból és élő adásokból áll.

## Szereplők
| Szereplő neve  | Eredeti hang | Magyar hang           |
| -------------- | ------------ | --------------------- |
| JJ             |              | Holló-Zsadányi Norman |
| JJ anyukája    |              | Hám-Kereki Anna       |
| Cece           |              | Blazsó Regina         |
| Cece anyukája  |              | Gubik Petra           |
| Cece apukája   |              | Czető Roland          |
| Bella          |              | Bak Julianna          |
| Nico           |              | Farkas Olivér         |
| Cody           |              | Kovács András Bátor   |
| Cody anyukája  |              | Nádasi Veronika       |
| Bella anyukája |              | Nagy Edit             |
| Nina           |              | Schmidt Karolina      |
| TomTom         |              | Tóth Csanád           |
| Yoyo           |              | Schmidt Regina        |
| Kwame          |              | Ekanem Bálint Emota   |
| Nagymama       |              | Halász Aranka         |
| Nagypapa       |              | Csuha Lajos           |

## Története
2006. szeptember 1-jén jött létre a Cocomelon a YouTube-on, hogy ingyenes oktató és szórakoztató videókat kínáljon a Cocomelon alapítója Jay Jeon, a felesége és a gyermekei számára. Akkor még checkgate nevet használta. Már az első napon feltöltötte az ABC dal két változatát. 9 hónappal később a csatorna feltöltötte a harmadik videóját, melynek címe: Learning ABC Alphabet – Letter "K" – Kangaroo Game. A csatorna legtöbb videója az ABC-t tanítja, amik jellemzően 1-2 perc hosszúságúak voltak.
2013-ban, miután több éven át készítettek tartalmakat Jay Jeon gyermekei számára, a Treasure Studio megkezdte az ABC Kid TV korszakát, amely új bevezetővel és logóval indított, hogy egy friss és új megjelenést indítson el a márka bővítése érdekében. A logó egy tévét ábrázolt, melynek a bal felső sarkában egy katicabogár látható. A csatorna elkezdte a régebbi videók újraalkotását, majd az ABC videókról áttértek a gyerekdalokra és a hosszabb videókra. Néhány éven belül a csatorna bevezette a számítógépes animációt. Az első 3D-s karakterüket a Twinkle Twinkle Little Star című kisfilmben használták 2016. április 8-án. A videóban egy 3D-s repülő csillag szerepelt, amely 2D-s karaktereket irányított az égen. 2016 vége felé a 3D-s animációs videók feltöltése gyakoribbá és hosszabbá vált, néhány videóban pedig motion capture technológiát használtak. Az animáció és a zenei produkció tovább modernizálódott és a 2018-as újbóli márkaváltás előtt kialakult egy visszatérő szereplőgárda.
2018 nyarán a csatorna neve CoComelon lett, ezzel új intró és outró került bevezetésre.  Emellett a logóját is meg újították, ami egy görögdinnye formájú régi dobozos tévé. A katicabogarat megtartották a nyitó- és zárójelenetek részeként.  
2019 áprilisában a The Wall Street Journal 120 millió dollárra becsülte a Cocomelon éves reklámbevételét. 
2020 végén a CoComelon spanyol és portugál nyelvű szinkronos tartalommal bővült. 2021 elején mandarin, német és arab szinkronnal is bővült a kínálatuk.

## Televíziós sugárzás
A CoComelon 2021. június 21-én került adásba a Universal Kids műsorán az Egyesült Államokban. 2022. január 31-én pedig a Cartoon Network Cartoonito blokkjában. Az Egyesült Királyságban 2021. április 4-én kezdte sugározni a Cartoonito. Magyarországon először Netflixen debütált, majd 2022. november 7-én a Boomerangon a Cartoonito blokkban. Később a Cartoonito sugározta angolul 2023. március 27-én. A sorozat 2024. január 1-jén lekerült a Cartoonito műsoráról.

## A mondókák játékos világa

### 6. évad
| #  | Eredeti cím                 | Magyar cím                       | Eredeti premier     | Magyar premier      |
| -- | --------------------------- | -------------------------------- | ------------------- | ------------------- |
| 1. | Fun with Family and Friends | Móka a családdal és a barátokkal | 2022. szeptember 5. | 2022. szeptember 5. |

### 7. évad
| #  | Eredeti cím      | Magyar cím | Eredeti premier   | Magyar premier |
| -- | ---------------- | ---------- | ----------------- | -------------- |
| 1. | It's Cody Time   |            | 2022. február 15. |                |
| 2. | Happy Days       |            | 2022. február 15. |                |
| 3. | Wild Imagination |            | 2022. február 15. |                |

### 8. évad
| #  | Eredeti cím      | Eredeti cím                       | Magyar cím        | Magyar cím                  | Eredeti premier     | Magyar premier    |
| -- | ---------------- | --------------------------------- | ----------------- | --------------------------- | ------------------- | ----------------- |
| 1. | Learning with JJ | Same and different Superhero song | Tanuljunk JJ-vel! | A szuperhős dal             | 2022. szeptember 5. | 2023. április 10. |
| 1. | Learning with JJ | The case of Missing shape         | Tanuljunk JJ-vel! | A hiányzó formák esete      | 2022. szeptember 5. | 2023. április 10. |
| 1. | Learning with JJ | Digging up a Fossil Dinosaur      | Tanuljunk JJ-vel! | A dínó csontok kiásása      | 2022. szeptember 5. | 2023. április 10. |
| 1. | Learning with JJ | One potato, Two potatoes          | Tanuljunk JJ-vel! | Egy krumpli, két krumpli    | 2022. szeptember 5. | 2023. április 10. |
| 1. | Learning with JJ | The 5 Senses calming song         | Tanuljunk JJ-vel! | Az 5 érzék dala             | 2022. szeptember 5. | 2023. április 10. |
| 1. | Learning with JJ | Let’s All make Quilt              | Tanuljunk JJ-vel! | Paplant varrunk             | 2022. szeptember 5. | 2023. április 10. |
| 1. | Learning with JJ | Day a of the week Musical chairs  | Tanuljunk JJ-vel! | A hétnek hét napja          | 2022. szeptember 5. | 2023. április 10. |
| 1. | Learning with JJ | 3-2-1 Blastoff!                   | Tanuljunk JJ-vel! | 3, 2, 1 kilövés!            | 2022. szeptember 5. | 2023. április 10. |
| 1. | Learning with JJ | Getting Dressed for the Snow      | Tanuljunk JJ-vel! | Téli ruhák                  | 2022. szeptember 5. | 2023. április 10. |
| 1. | Learning with JJ | The Hello Word Song               | Tanuljunk JJ-vel! | Helló világ                 | 2022. szeptember 5. | 2023. április 10. |
| 1. | Learning with JJ | Major Tomtom                      | Tanuljunk JJ-vel! | Tomtom őrnagy               | 2022. szeptember 5. | 2023. április 10. |
| 1. | Learning with JJ | Daddy Daughter Hokey Pokey        | Tanuljunk JJ-vel! | Apa lánya tánc              | 2022. szeptember 5. | 2023. április 10. |
| 1. | Learning with JJ | The Sound of your Town            | Tanuljunk JJ-vel! | A város dala                | 2022. szeptember 5. | 2023. április 10. |
| 1. | Learning with JJ | I Can Sing a Rainbow              | Tanuljunk JJ-vel! | Édes dallam szép szivárvány | 2022. szeptember 5. | 2023. április 10. |
| 1. | Learning with JJ | Apples and Bananas                | Tanuljunk JJ-vel! | Almák és banánok            | 2022. szeptember 5. | 2023. április 10. |
| 1. | Learning with JJ | J is for JJ                       | Tanuljunk JJ-vel! | J, mint JJ                  | 2022. szeptember 5. | 2023. április 10. |
| 1. | Learning with JJ | Rock Around the Clock             | Tanuljunk JJ-vel! | Szól az óra rock            | 2022. szeptember 5. | 2023. április 10. |

## CoComelon sétány
| #  | # | Eredeti cím                    | Magyar cím           | Eredeti premier (Netflix) | Magyar premier (Netflix) |
| -- | - | ------------------------------ | -------------------- | ------------------------- | ------------------------ |
| 1. |   |                                | JJ tűzoltóautót mos  | 2023. november 17.        | 2023. november 17.       |
| 1. |   | Cody tortát süt a mamájának    |                      | 2023. november 17.        | 2023. november 17.       |
| 1. |   | Nina buszozik                  |                      | 2023. november 17.        | 2023. november 17.       |
| 2. |   |                                | JJ macitánca         | 2023. november 17.        | 2023. november 17.       |
| 2. |   | Nina találkozik a kukásautóval |                      | 2023. november 17.        | 2023. november 17.       |
| 2. |   | Bella pizsamapartija           |                      | 2023. november 17.        | 2023. november 17.       |
| 3. |   |                                | JJ kertészkedik      | 2023. november 17.        | 2023. november 17.       |
| 3. |   | Cece első hajvágása            |                      | 2023. november 17.        | 2023. november 17.       |
| 3. |   | Cody első hajvágása            |                      | 2023. november 17.        | 2023. november 17.       |
| 3. |   | Cece puszipajtása              |                      | 2023. november 17.        | 2023. november 17.       |
| 4. |   |                                | JJ-nek menni kell    | 2023. november 17.        | 2023. november 17.       |
| 4. |   | Nina kirándulása               |                      | 2023. november 17.        | 2023. november 17.       |
| 4. |   | Cody fogorvoshoz megy          |                      | 2023. november 17.        | 2023. november 17.       |
| 5. |   |                                | A házimunkaverseny   | 2023. november 17.        | 2023. november 17.       |
| 5. |   | Az apuvasút                    |                      | 2023. november 17.        | 2023. november 17.       |
| 5. |   | Nina új cipője                 |                      | 2023. november 17.        | 2023. november 17.       |
| 6. |   |                                | JJ spagettit eszik   | 2023. november 17.        | 2023. november 17.       |
| 6. |   | Cece vízitánca                 |                      | 2023. november 17.        | 2023. november 17.       |
| 6. |   | Nem Nico szülinapi ajándéka    |                      | 2023. november 17.        | 2023. november 17.       |
| 7. |   |                                | Bella bogárlesen     | 2023. november 17.        | 2023. november 17.       |
| 7. |   | Cece családi játékestje        |                      | 2023. november 17.        | 2023. november 17.       |
| 7. |   | Nico virágot vesz papának      |                      | 2023. november 17.        | 2023. november 17.       |
| 8. |   |                                | A háromlábú verseny  | 2023. november 17.        | 2023. november 17.       |
| 8. |   | Mondd, hogy csík!              |                      | 2023. november 17.        | 2023. november 17.       |
| 8. |   | Nina segít a konyhában         |                      | 2023. november 17.        | 2023. november 17.       |
| 9. |   |                                | JJ anya hős segítője | 2023. november 17.        |                          |
| 9. |   | Nina kincsvadászata            |                      | 2023. november 17.        |                          |
| 9. |   | Nico varázsigéi                |                      | 2023. november 17.        |                          |